# Mersad Selimbegović
Mersad Selimbegović (* 29. April 1982 bei Rogatica, SR Bosnien und Herzegowina, SFR Jugoslawien) ist ein ehemaliger bosnisch-herzegowinischer Fußballspieler und heutiger -trainer.

## Karriere als Spieler
Selimbegović spielte bis zur Saison 2005/06 in Bosnien-Herzegowina, wo er unter anderem beim dortigen Rekordmeister FK Željezničar Sarajevo zum Einsatz kam. Zur Saison 2006/07 wurde er von Trainer Günter Güttler zum gerade in die Bayernliga abgestiegenen SSV Jahn Regensburg geholt. Dort erspielte sich der gelernte Innenverteidiger sofort einen Stammplatz neben Kapitän Dennis Grassow und trug in 30 Saisoneinsätzen zum sofortigen Wiederaufstieg in die Regionalliga bei. 2008 qualifizierte er sich mit dem SSV Jahn für die neu geschaffene 3. Liga.
Die folgenden Jahre waren dann immer wieder von langen Verletzungspausen geprägt. In den ersten beiden Jahren im deutschen Profifußball spielte er nur knapp die Hälfte der Saisonspiele, in der Saison 2010/11 hatte er neun Partien absolviert, als ihm unter anderem muskuläre Probleme und Rückenbeschwerden ab November 2010 dauerhaft außer Gefecht setzten. Er kehrte weder in dieser noch in der gesamten nächsten Saison in die Mannschaft zurück. 2012 stieg Regensburg nach erfolgreicher Relegation ohne seine Beteiligung in die 2. Bundesliga auf. Mit Saisonende lief sein Vertrag aus, nach 99 Partien im Trikot der Oberpfälzer beendete Selimbegović seine aktive Karriere.

## Karriere als Trainer
Ab der Saison 2012/13 war er vier Jahre lang Co-Trainer der zweiten Mannschaft des SSV Jahn in der Bayernliga, nebenbei machte er seine Trainerscheine. In der Spielzeit 2016/17 war er Trainer der Regensburger A-Jugend. Nach dem Aufstieg in die 2. Bundesliga 2017 wechselte Selimbegović in den Trainerstab der ersten Mannschaft als Co-Trainer unter Achim Beierlorzer. Im Januar 2019 schloss er seine Ausbildung zum Fußballlehrer erfolgreich ab.
Zur Saison 2019/20 wurde er Cheftrainer des SSV Jahn als Nachfolger von Beierlorzer, der den Verein zum Saisonende verlassen hatte. Sein Vertrag lief bis 2023. Nach sechs sieglosen Spielen, darunter vier Niederlagen, wurde Selimbegović drei Spieltage vor dem Ende der Saison 2022/23 am 9. Mai 2023 von seinen Aufgaben als Trainer entbunden.
Anfang Januar 2024 übernahm Selimbegović den Zweitligisten Hansa Rostock, der die Hinrunde der Saison 2023/24 auf dem 16. Platz abgeschlossen hatte. Der Vorsprung auf einen direkten Abstiegsplatz betrug drei Punkte, der Rückstand auf einen Nicht-Abstiegsplatz einen Punkt. Schließlich stieg er mit den Norddeutschen am Saisonende in die 3. Liga ab, nachdem die letzten sechs Saisonspiele verloren worden waren. Daraufhin verlängerte Hansa den nur für die 2. Bundesliga gültigen Vertrag mit Selimbegović nicht.
Ende Juli 2024 wurde er als neuer Trainer des belgischen Zweitligisten KAS Eupen vorgestellt. Im Juni 2025 gab Eupen kurz vor dem Beginn der Vorbereitung auf die Saison 2025/26 die Trennung von Selimbegović bekannt, der noch einen Vertrag bis 2026 besaß. Er hatte das Spieljahr 2024/25 in der zweiten Liga Belgiens mit der Mannschaft auf dem zehnten Tabellenrang abgeschlossen, was als Enttäuschung eingestuft wurde.

## Erfolge als Spieler
- Aufstieg in die 2. Bundesliga: 2012
- Meister der Bayernliga und Aufstieg in die Regionalliga Süd: 2007
- Bayerischer Landespokalsieger: 2010, 2011